# Table des caractères Unicode/UFFFF0
Cette page contient des caractères spéciaux ou non latins. S’ils s’affichent mal (▯, ?, etc.), consultez la page d’aide Unicode.
Table des caractères Unicode U+FFFF0 à U+FFFFF.

## Zone à usage privé - extension A(Unicode 2.0)(dernière partie)
Ces points de code sont assignés pour les usages privés : aucun caractère standard n’y est officiellement défini.
Les points de code U+FFFFE et U+FFFFF sont réservés par le standard Unicode pour un usage interne et sont affectés à des usages spéciaux en tant que non-caractères. Ces points de code ne sont valides qu’isolément (pour des traitements internes aux applications ou comme marqueurs spéciaux non affichables), ils ne doivent être utilisés dans aucun texte conforme à Unicode, car ce ne sont pas des caractères standards et ils pourraient poser des problèmes d’interopérabilité ou des incompatibilités lors de la transmission de textes entre systèmes hétérogènes.

### Table des caractères
| v · d · m | 0 | 1 | 2 | 3 | 4 | 5 | 6 | 7 | 8 | 9 | A | B | C | D | E | F |
| --------- | - | - | - | - | - | - | - | - | - | - | - | - | - | - | - | - |
| U+FFFF0   | 󿿰 | 󿿱 | 󿿲 | 󿿳 | 󿿴 | 󿿵 | 󿿶 | 󿿷 | 󿿸 | 󿿹 | 󿿺 | 󿿻 | 󿿼 | 󿿽 |   |   |